# Orthoperus bahamicus
Orthoperus bahamicus är en skalbaggsart som beskrevs av Thomas Casey 1900. Orthoperus bahamicus ingår i släktet Orthoperus och familjen punktbaggar. Inga underarter finns listade i Catalogue of Life.